# Charinus carajas
Charinus carajas es una especie de araña del género Charinus, familia Charinidae. Fue descrita científicamente por Giupponi and Miranda en 2016.
Habita en América del Sur. El caparazón de la hembra holotipo mide 2,38 mm de largo por 3,23 mm y el abdomen 3,35 mm.